# Katie Gold
Katie Gold (Dallas, Texas; 7 de marzo de 1978) es una actriz pornográfica estadounidense.
Gold inició su carrera en el cine porno a finales de 1997 hasta inicios de 1999. Retornó a la industria en el 2003 con un contrato para JM Productions.

## Premios
AVN
- 1998 Mejor escena grupal en video por Gluteus to the Maximus[2]
- 1999 Mejor actriz de reparto en video por Pornogothic[2]

XRCO
- 1999 Unsung Siren[3]